# Litoporus yucumo
Litoporus yucumo is een spinnensoort uit de familie trilspinnen (Pholcidae). De soort komt voor in Bolivia.